# 윤승현
윤승현(1988년 12월 13일 ~ )은 대한민국의 축구 선수이다. 포지션은 미드필더이다.

## 클럽 경력
FC 서울과 성남 일화 천마에서 활약하였으나 많은 출전 기회를 잡지 못하였고 2013년 인천 코레일로 임대 이적한 후 주전으로 좋은 모습을 보였다.
2013년 크로아티아의 NK 이스트라 1961로 이적하였다.
2015년 내셔널리그의 부산교통공사로 이적하였으며, 그 해 여름 용인시청으로 이적하였다.